# Брюс, Петр Генрих
Питер Генри (Петер Хайнрих) Брюс (1692—1757) — военный деятель и писатель-мемуарист шотландско-прусского происхождения, путешественник, несколько лет служивший в России; двоюродный племянник Якова Вилимовича Брюса.
Родился в Вестфалии, в замке, принадлежавшем его матери; его отец принадлежал к старинному шотландскому роду, но родился в Пруссии, поскольку дед Брюса бежал из Англии от солдат Оливера Кромвеля и поступил на службу к курфюрсту Бранденбурга. В 1698 году отец Брюса вместе с женой и сыном принял решение вернуться на родину. Начальное образование получил в школе в Купаре, Файф, позже три года прожил с отцом в Форт-Уильяме. В 1704 году вместе с отцом вернулся в Пруссию, где под патронажем дяди со стороны матери поступил в военную академию, а в 1706 году поступил в прусскую военную службу. С 1708 года участвовал в Войне за испанское наследство.
В 1711 году в чине капитана перешёл на русскую службу, на которой находился 13 лет; в первый же год участвовал в Прутском походе, затем был послан с депешами в Константинополь. В 1714 впервые оказался в Санкт-Петербурге, в 1716 году отправился в Западную Европу, вернулся в Россию в октябре 1717 года и снова служил в Петербурге. Переехав в Москву в 1721 году; покинул с началом Персидского похода, в котором состоял в русской армии; вернулся в феврале 1724 года. Уехав из Москвы через три месяца, первоначально направился в Петербург, но от Новгорода выехал в Ригу, а в августе 1724 года приехал в Шотландию. В 1740 году поступил на британскую военную службу и был направлен правительством на Багамские острова, чтобы руководить фортификационными работами. В 1745 году вернулся в Британию и руководил возведением укреплений против восставших якобитов в Берике, но в конце того же года вышел в отставку. Умер в Шотландии в своём имении.
Написал сочинение «Memoirs of Peter Henry Bruce, Esq. Containing an account of his travels in Germany, Russia, Tartary, Turkey, the New Indies» (издано в Лондоне в 1782 году его вдовой; нем. перевод: Лейпциг, 1784). Написано оно было к 1755 году на немецком языке и затем самим автором переведено на английский.  Частичный перевод его сочинения на русский язык был выполнен только в XX веке.